# Filippo Casagrande
Pour les articles homonymes, voir Casagrande.
Filippo Casagrande (né le 28 juillet 1973 à Florence, en Toscane) est un ancien coureur cycliste italien.

## Biographie
Professionnel de 1995 à 2002, Filippo Casagrande a notamment remporté une étape du Tour d'Italie 1995. Ses frères aînés Stefano et Francesco ont également été coureurs professionnels.

## Palmarès

### Palmarès amateur
- 1991
  - Grand Prix de la ville de Vinci
- 1993
  - Gran Premio Sportivi Persignanesi
- 1994
  - Tour des Abruzzes
  - Gran Premio Industria e Commercio Artigianato Carnaghese
  - 3e et 6e étapes du Tour d'Italie amateurs
  - Tour de Toscane amateurs

### Palmarès professionnel
- 1995
  - 5e étape du Tour d'Italie
- 1996
  - Monte Carlo-Alassio
  - 2e et 5e étapes du Trofeo Dello Stretto
  - 4e étape de Tirreno-Adriatico
  - 2e, 4e et 5e étapes du Regio-Tour
  - Coppa Agostoni
  - 2e du Grand Prix de l'industrie et du commerce de Prato
  - 2e de Milan-Vignola
  - 2e du Gran Premio Città di Rio Saliceto e Correggio
  - 3e du Trophée Melinda
- 1997
  - 2e du Mémorial Nencini
- 1998
  - 6e de Milan-San Remo

## Résultats sur les grands tours

### Tour de France
1 participation
- 2000 : abandon (8e étape)

### Tour d'Italie
6 participations
- 1995 : abandon (8e étape), vainqueur de la 5e étape
- 1996 : 87e
- 1997 : abandon (19e étape)
- 1998 : 71e
- 1999 : 54e
- 2000 : 60e